# 由井正臣
由井 正臣（ゆい まさおみ、1933年1月10日 - 2008年4月4日）は、日本の歴史学者、早稲田大学名誉教授。専攻は日本近代史。近代日本における軍部の成立や田中正造についての研究で知られる。

## 経歴
長野県南佐久郡出身。長野県野沢北高等学校を経て、1956年早稲田大学第一文学部史学科卒業。1957年国立国会図書館職員、1963年国立国会図書館憲政資料室勤務、1968年国立国会図書館を退職し、駒澤大学文学部講師に着任。1971年同助教授。1973年早稲田大学文学部助教授。1978年同教授。2003年早稲田大学を定年退職、名誉教授。

## 著書

### 単著
- 『田中正造』（岩波書店〈岩波新書〉、1984年）
- 『日本の歴史 8 大日本帝国の時代』（岩波書店〈岩波ジュニア新書〉、2000年）
- 『軍部と民衆統合 日清戦争から満州事変期まで』（岩波書店、2009年）

### 編著
- 『論集日本歴史 12 大正デモクラシー（有精堂出版、1977年）
- 『近代日本の軌跡 5 太平洋戦争』（吉川弘文館、1995年）
- 『枢密院の研究』（吉川弘文館、2003年）
- 『幕末維新期の情報活動と政治構想　宮島誠一郎研究』（梓出版社、2004年）

### 共編著
- （鹿野政直）『近代日本の統合と抵抗』1-4（日本評論社、1982年）
- （加藤友康）『日本史文献解題辞典』（吉川弘文館、2000年）
- （臼井勝美・高村直助・鳥海靖）『日本近現代人名辞典』（吉川弘文館、2001年）

### 編纂史料
- （大久保利謙・今井庄次・牛山敬二・臼井勝美）『近代史史料』（吉川弘文館、1965年）
- 『後は昔の記 他 林董回顧録』（平凡社〈東洋文庫〉、1970年）
- （田中正造全集編纂会）『田中正造全集』全19巻・別巻1（岩波書店、1977-1980年）
- 『資料日本現代史 6 国家主義運動』（大月書店、1981年）
- 『出版警察関係資料解説・総目次』（不二出版、1983年）
- （安在邦夫・鹿野政直・小松裕・坂野潤治）『田中正造選集』全7巻（岩波書店、1989年）
- （藤原彰・吉田裕）『日本近代思想大系 4 軍隊 兵士』（岩波書店、1989年）
- （大日方純夫）『日本近代思想大系 3 官僚制 警察』（岩波書店、1990年）
- （小松裕）『亡国への抗論　田中正造未発表書簡集』（岩波書店、2000年）
- （小松裕）『田中正造文集 1 鉱毒と政治』（岩波書店〈岩波文庫〉、2004年）
- （小松裕）『田中正造文集 2 谷中の思想』（岩波書店〈岩波文庫〉、2005年）